# Parshva Bhoomi
Parshva Bhoomi is een Marathi-dagblad, dat uitgegeven wordt in de Indiase stad Beed. Het is daar een van de meest gelezen kranten. Parshva Bhoomi is een broadsheet. 